# Sony Xperia V
Sony Xperia V (модельний номер — LT25i, інші назви — Sony Xperia AX, Sony Xperia VL) — смартфон із серії Sony Xperia, розроблений компанією Sony. Представлений 29 серпня 2012 року в Берліні, Xperia V належить до лінійки смартфонів Sony другої половині 2012 року, яка включає флагман Xperia T і Xperia J початкового рівня. Це перший пристрій Sony Mobile поряд із Xperia J, на якому немає логотипу Sony Ericsson на основі рідкої енергії. Апарат отримав сертифікат IP57, що означає його пиле- і водонепроникність. Такий самий захист був на Xperia go і Xperia acro S. Станом на січень 2015 року у Sony закінчилися запасні батареї в Гонконзі, і вона більше не виробляє їх, тобто більше не підтримує Xperia V. Його попередник — Sony Xperia acro S, а наступник — Sony Xperia Z.

## Характеристики смартфону

### Апаратне забезпечення
Смартфон працює на базі двоядерного процесора Qualcomm Snapdragon S4 Plus (MSM8960), що працює із тактовою частотою 1,5 ГГц (архітектура ARMv7), 1 ГБ оперативної пам’яті і використовує графічний процесор Adreno 225 для обробки графіки. Пристрій також має внутрішню пам’ять об’ємом 8 ГБ, із можливістю розширення карткою microSD до 32 ГБ. Апарат оснащений 4,3-дюймовим (109,22 мм відповідно) дисплеєм із розширенням 720 x 1280 пікселів із щільністю пікселів 342 ppi, що виконаний за технологією TFT. Він підтримує мультитач, а також має нову версію технології BRAVIA engine 2 від Sony і здатний відображати 16 777 216 кольорів. Задня камера має 13 мегапікселів Exmor R для зйомки при слабкому освітленні, з можливістю 16-кратного цифрового збільшення та записувати відео у форматі 1080p (Full HD). Він також оснащений фронтальною камерою на 0,3 мегапікселя і здатний записувати відео з якістю VGA.
Дані передаються через роз'єм micro-USB, який також підтримує USB On-The-Go. Щодо наявності бездротових модулів Wi-Fi (802.11a/b/g/n), Bluetooth 4.0, DLNA, вбудована антена стандарту GPS + ГЛОНАСС. Він також має NFC (Near Field Communication), який можна використовувати з Xperia SmartTags, або для фінансових транзакцій, за допомогою відповідних програм із Google Play. Весь апарат працює від Li-ion акумулятора ємністю 1750 мА·г, що може пропрацювати у режимі очікування 300 годин (12,5 днів), у режимі розмови — 7 годин, і важить 120 грам.

### Програмне забезпечення
Смартфон Sony Xperia V постачалася із встановленою Android 4.0 «Ice Cream Sandwich». Телефон інтегрований із Facebook і має інтерфейс користувача Timescape. Інтерфейс має головний екран із п’ятьма панелями, (які не можна видалити чи добавити ще) із чотирма прикріпленими ярликами внизу, на всіх панелях (по два з обох боків, по середині список програм, проте бічні ярлики можна замінити). Присутні власні віджети Sony, годинник Timescape (з присутністю окремої програми) і альбом фото/відео Mediascape (на Ice Cream Sandwich програма вже відсутня). На Android 4.0 появився ще один віджет, Walkman на екрані блокування, який дозволяє швидко керувати музикою, а також функція резервної копії смартфона. Він також підключений до Sony Entertainment Network, що дозволяє користувачам отримувати доступ до Music & Video Unlimited. Xperia V також сертифікований DLNA.
Операційну систему можна було оновити до версії 4.3 «Jelly Bean» з 29 січня 2013 року, при цьому вона є остаточною версією, а версія Android 4.4 «KitKat» не була випущена для Xperia V.
Хоча Sony не випускала жодних оновлень програмного забезпечення після Jellybean 4.3, проте Android є операційна система з відкритим вихідним кодом; як результат, є багато доступних ПЗУ. Він також отримав ром на основі «Lollipop», яке включає cyanogenmod [Архівовано 13 листопада 2017 у Wayback Machine.] і paranoid android [Архівовано 13 листопада 2017 у Wayback Machine.] які були розроблені, програмістами з XDA.